# Chirine Njeim
Chirine Njeim (in arabo شيرين نجيم‎?; Beirut, 4 ottobre 1984) è una maratoneta ed ex sciatrice alpina libanese.

## Biografia

### Carriera sciistica
Residente negli Stati Uniti e attiva in gare FIS dal dicembre del 1999, debuttò ai Giochi olimpici invernali a Salt Lake City 2002 dove, dopo esser stata portabandiera del Libano durante la cerimonia di apertura, si classificò 45ª nello slalom gigante e 36ª nello slalom speciale.
In Nor-Am Cup la Njeim esordì il 24 novembre 2003 a Winter Park in slalom speciale, senza completare la prova, conquistò l'unico podio il 3 gennaio 2006 a Mont-Sainte-Anne in slalom gigante (3ª) e prese per l'ultima volta il via il 6 gennaio successivo nella medesima località in slalom speciale, senza completare la prova. Nella stessa stagione prese parte ai XX Giochi olimpici invernali di Torino 2006, dove si classificò 34ª nella discesa libera, 46ª nel supergigante, 39ª nello slalom speciale e non completò lo slalom gigante e la combinata.
Ai successivi XXI Giochi olimpici invernali di Vancouver 2010 fu nuovamente portabandiera del Libano durante la cerimonia di apertura e si piazzò 37ª nel supergigante, 43ª nello slalom gigante e 43ª nello slalom speciale. Si ritirò al termine della stagione 2012-2013 e la sua ultima gara fu uno slalom gigante FIS disputato il 10 marzo a Mzaar, vinto dalla Njeim; in carriera non debuttò in Coppa del Mondo né prese parte a rassegne iridate.

### Carriera nell'atletica leggera
Dopo il ritiro dallo sci alpino si dedicò all'atletica leggera, specializzandosi nelle gare di fondo: prese parte ai Giochi della XXXI Olimpiade di Rio de Janeiro 2016 (109ª nella maratona) e ai XVIII Giochi del Mediterraneo di Tarragona 2018 (5ª nella mezza maratona).

## Palmarès

### Sci alpino

#### Nor-Am Cup
- Miglior piazzamento in classifica generale: 15ª nel 2005
- 1 podio:
  - 1 terzo posto

#### South American Cup
- Miglior piazzamento in classifica generale: 5ª nel 2005
- Vincitrice della classifica di supergigante nel 2005
- 3 podi:
  - 1 vittoria
  - 1 secondo posto
  - 1 terzo posto

##### South American Cup - vittorie
| Data             | Località | Paese | Specialità |
| ---------------- | -------- | ----- | ---------- |
| 3 settembre 2004 | La Parva | Cile  | SG         |

Legenda:

SG = supergigante

#### Campionati libanesi
- 2 medaglie:
  - 2 ori (slalom gigante, slalom speciale nel 2013)